# Kenitra
Kenitra (arapski: القنيطرة) je grad na sjeveru Maroka, koji je od 1932. do 1956. bio znan kao Port Lyautey. Leži na rijeci (vadiju) Sebou, 17 km od njezina ušća u Atlantski ocean. Kénitra je luka gradova Meknès, Fès i Taza. U gradu je zastupljena prehrambena (preradba ribe), kemijska (proizvodnja umjetnih gnojiva) i tekstilna industrija te preradba duhana.

## Stanovništvo
| 1982    | 1994    | 2004    | 2010    |
| ------- | ------- | ------- | ------- |
| 188 194 | 292 453 | 359 142 | 931 027 |

## Sveučilišta
- Université Ibn Tofail (UIT)  Arhivirana inačica izvorne stranice od 6. veljače 2006. (Wayback Machine)
- ENCG Kénitra (École Nationale de Commerce et de Gestion de Kénitra)
- HECI Kénitra (Hautes Etudes Commerciales et Informatiques)
- ENSA Kénitra (École Nationale des Sciences Appliquées de Kénitra)